# Geeloogpinguïn
De geeloogpinguïn (Megadyptes antipodes) is een middelgrote pinguïn met kenmerkende gele ogen. Het is een bedreigde endemische vogelsoort in Nieuw-Zeeland. 

## Kenmerken
Een volwassen geeloogpinguïn heeft een grootte van ongeveer 65 à 68 cm, het gewicht varieert van 5 tot 8 kg. De geeloogpinguïn heeft een witte borst en een zwarte rug. Op de kop loopt vanaf de snavel via de ogen een helder gele band naar achteren.  De naam heeft deze pinguïn te danken aan de karakteristieke gele ogen. In het Maori heet de geeloogpinguïn "Hoiho" wat als "luidruchtige" is te vertalen en verwijst naar het schrille geschreeuw van deze pinguïn. Kuikens brengen een hoog piepgeluid voort, vooral wanneer ze hongerig zijn. De gemiddelde maximumleeftijd ligt rond de 22 jaar.

## Verspreiding en leefgebied

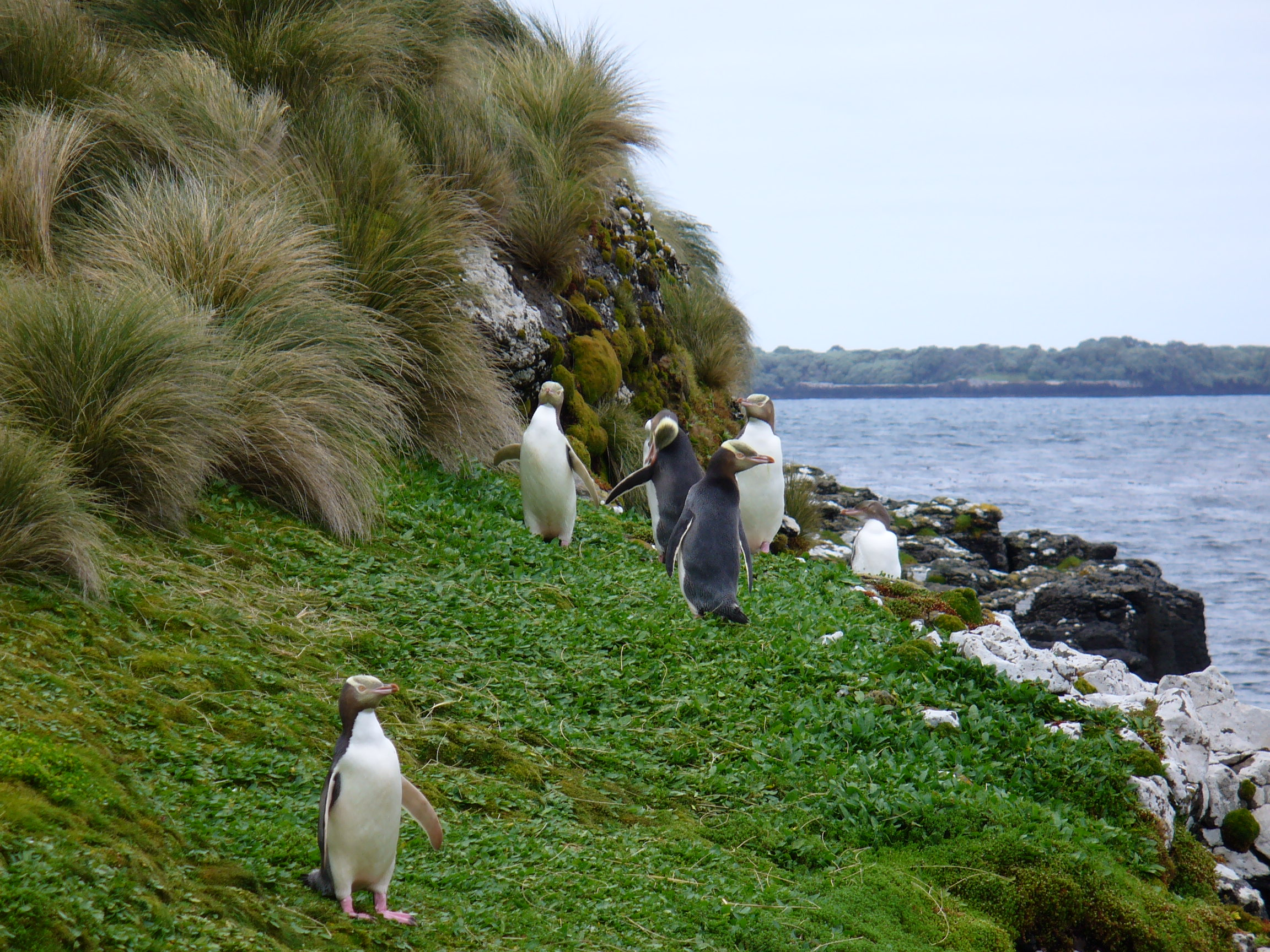
Geeloogpinguïns op de Aucklandeilanden

Dit met uitsterven bedreigde dier komt uitsluitend voor aan de zuidoostkust van Nieuw-Zeeland, Stewarteiland en de nog zuidelijker gelegen Auckland- en Campbelleilanden. 
Uit onderzoek aan fossielen en aan het DNA van Megadyptes-soorten bleek dat er een voorganger is geweest, de  waitaha-pinguïn (M. waitaha). In prehistorische tijden, voor de kolonisatie door de Polynesiërs (omstreeks 1200 na Chr.) had deze soort een grote verspreiding langs de oostkust van het Zuidereiland van Nieuw-Zeeland. Na 1500 worden alleen resten van de geeloogpinguïn op het Zuidereiland gevonden. De soort kwam voor 1500 alleen voor op de Nieuw-Zeelandse sub-antarctische eilanden zoals de Aucklandeilanden en Campbell-eiland. De geeloogpinguïn profiteerde dus van het uitsterven van de waitaha-pinguïn en kon zijn verspreidingsgebied uitbreiden in de paar honderd jaar tussen de Polynesische en de Europese kolonisatie.

## Broedgedrag
Geeloogpinguïns zijn schuwe en individualistisch ingestelde dieren en bouwen hun nest bij voorkeur op plaatsen met bos en laag struikgewas, zodanig dat ze geen zicht hebben op andere nesten. Meestal nestelen ze elk jaar op dezelfde plek waarbij mannetjes en vrouwtjes afwisselend de eieren uitbroeden. Half september leggen ze normaal gesproken twee eieren die ongeveer anderhalve maand later uitkomen. Zo'n 80% van de gelegde eieren komt uit en tot eind februari/begin maart blijven de kuikens in het nest. Wanneer ze het nest verlaten, zijn ze geheel zelfstandig. Mannetjes beginnen te broeden op een leeftijd van 3 tot 5 jaar, vrouwtjes vaak een jaartje eerder.

## Voeding
De geeloogpinguïn is opportunistisch in zijn foerageergedrag. Bij voorkeur staat er rode kabeljauw (een soort diepzeekabeljauw) en pijlinktvis op het menu, maar ook tientallen andere vissoorten worden door de geeloogpinguïn verorberd. Op zoek naar voedsel blijven ze meestal op twee tot 25 kilometer van de kust; zij duiken tot 40 meter diep. Verder hebben zij een sterke voorkeur voor bepaalde plaatsen.

## Status

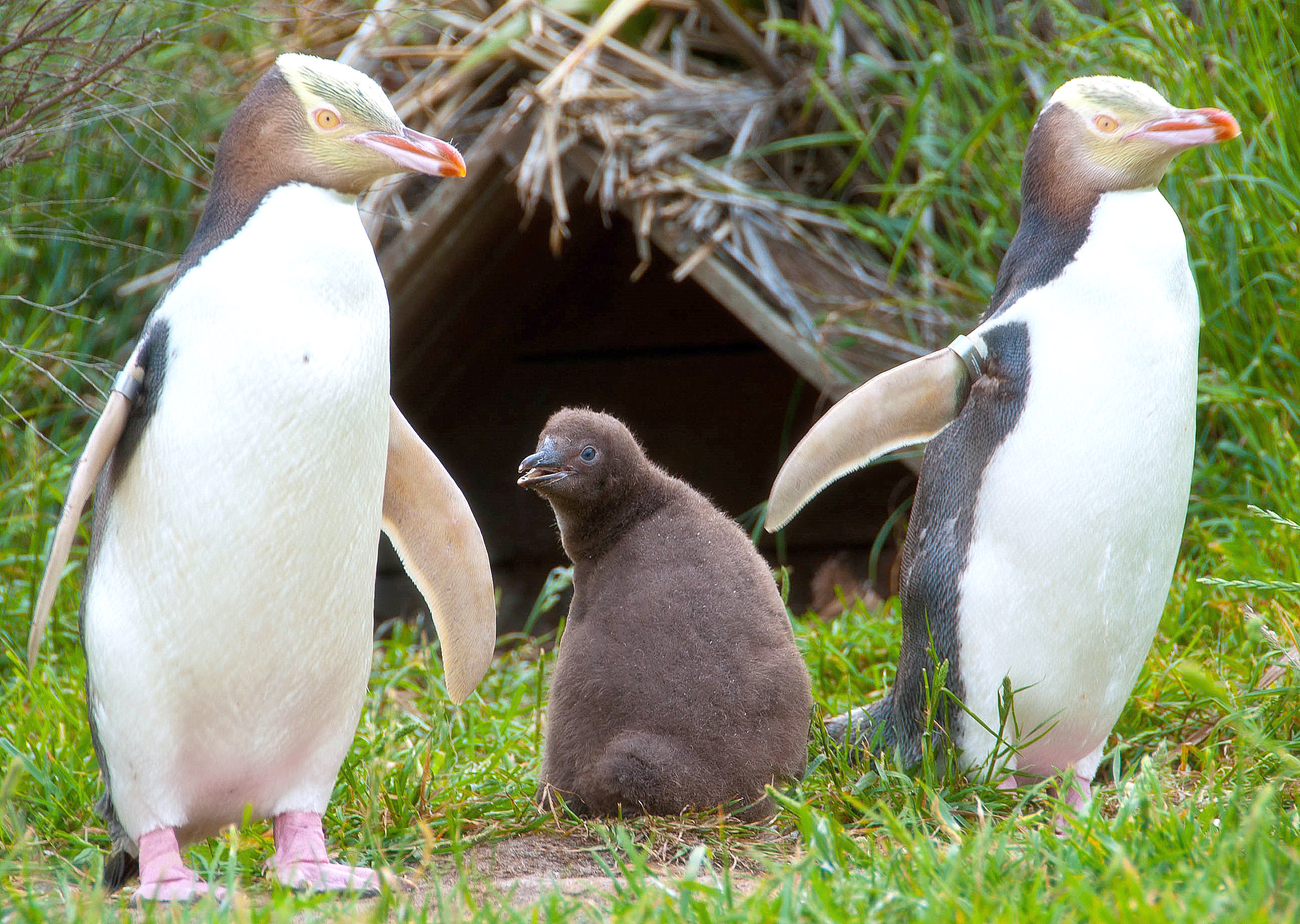
Paar met kuiken op het schiereiland Otaga

Als gevolg van de houtkap is de broedpopulatie op het vasteland van Nieuw-Zeeland sterk achteruitgegaan. Ook geïntroduceerde zoogdieren zoals katten, honden, varkens en fretten hebben veel broedende geeloogpinguïns (of hun eieren en kuikens) het leven gekost. Bovendien steekt soms een bacterie-infectie met een voor pinguïns dodelijke Corynebacterium-soort de kop op. Sinds 1985 hebben het New Zealand Department of Conservation (DOC) en andere groeperingen in Otago pogingen ondernomen om het verder afnemen van de populatie te stoppen. Hiertoe zijn beschermde gebieden aangelegd waarin de geeloogpinguïn ongehinderd kan broeden en geobserveerd kan worden. Sinds 2000 staat de geeloogpinguïn op de Rode Lijst van de IUCN vermeld als bedreigd
De grootte van de populatie werd in 2016 door BirdLife International geschat op 1700 broedparen. Tussen 1996 en 2015 is de populatie met 76% in aantal afgenomen. Zelfs in beschermde gebieden nemen de populatie-aantallen af volgens tellingen die in november 2017 werden gepubliceerd door het DOC. De beroepsvisserij met kieuwnetten vormt een bedreiging in de zeegebieden waar de vogels foerageren. Mogelijk speelt ook klimaatverandering een rol.

## Trivia
- Op het Nieuw-Zeelandse biljet van vijf dollar staat een afbeelding van een geeloogpinguïn.